# Wasserlandestelle Alitak

i7
i11
i13
Die Wasserlandestelle Alitak (IATA-Code: ALZ, FAA-LID: ALZ) ist eine öffentliche Wasserlandestelle in Alitak, Lazy Bay, im Kodiak Island Borough in Alaska.
Es gibt einen regulären Flugbetrieb nach Kodiak, Alaska, welcher mittels des Essential Air Services durch das Verkehrsministerium der Vereinigten Staaten subventioniert wird.

## Infrastruktur und Flugzeuge
Der Wasserflughafen hat ein Landegebiet mit der Bezeichnung NE/SW mit einer Wasseroberfläche, welche 3048 × 305 Meter misst. Im Jahre 2006 wurden 50 Flugbewegungen verzeichnet.